# Jack Bernstein
Jack Bernstein, de son vrai nom John Dodick, est un boxeur américain né le 5 novembre 1899 à New York et mort le 26 décembre 1945.

## Carrière
Passé professionnel en 1920, il devient champion du monde des poids super-plumes le 30 mai 1923 après sa victoire aux points contre de Johnny Dundee. Bernstein conserve son titre aux dépens de Freddie Jacks puis perd le combat revanche contre Dundee le 17 décembre 1923. Il met un terme à sa carrière en 1931 sur un bilan de 57 victoires 24 défaites et 7 matchs nuls.

## Référence
1. ↑  (en) 1923-05-30 Jack Bernstein w pts 15 Johnny Dundee, The Velodrome, Bronx, NYC, New York, USA - NY/NBA (boxrec.com)